# Танки Онлайн
Та́нки Онла́йн — многопользовательская браузерная онлайн-игра в жанре аркадного танкового симулятора. Использует бизнес-модель free-to-play. Разработана компанией AlternativaGames, выпущена 4 июня 2009 года.

## История разработки
Игра была представлена в мае 2009 года на конференции КРИ 2009, где получила награды «Лучшая игра без издателя» и «Лучшая технология». «Танки Онлайн» применяет собственный игровой движок компании — Alternativa3D 8.
Выход состоялся в том же году.
В 2013 и 2014 годах проект становился лауреатом «Премии Рунета» в номинации «Народное голосование».
Считается самой популярной игрой компании-разработчика, принося 7 миллионов долларов годового дохода с 2 миллионами игроков в месяц (из которых 90 % из России). В 2013 году число зарегистрированных участников в игре достигло 20 миллионов, каждый день проходило около 90 тысяч битв суммарной продолжительностью свыше 700 тысяч игровых часов, а максимальное число игроков в онлайне составило 60 тысяч человек.

### Дальнейшее развитие
В середине 2016 года появились новые «Танки Онлайн» (названные Tanki X), сделанные теми же авторами, однако с использованием движка Unity вместо собственного. Работа над игрой началась в середине 2014 года. Новая игра развивалась параллельно с браузерной версией, однако осенью 2019 года было заявлено о закрытии проекта. Некоторые возможности были перенесены в «Танки Онлайн».
В октябре 2018 года вышел в релиз Android-клиент игры, однако, только в некоторых странах, среди которых не было России, но уже в декабре того же года «TO Mobile» стала доступна во всём мире. Основное внимание разработчиков по-прежнему уделялось именно десктопной версии игры, а мобильный клиент, по сути, являлся лишь способом скоротать время. Даже после перехода на HTML5 и полного обновления интерфейса мобильный клиент не получал крупных обновлений, кроме направленных на сохранение работоспособности клиента.
В феврале 2024 года стало возможно играть через браузер с мобильных устройств, включая IOS, а в апреле Android-клиент также перешёл на HTML5, что полностью исключило различия с десктопной версии игры.

### Смена игрового движка
С 12 сентября 2019 года в связи с окончанием поддержки Adobe Flash основой сервера и сетевого клиента игры стал HTML5. В новой версии был обновлён интерфейс и некоторые другие визуальные составляющие. На тот момент значительной поддержки старой версии игры уже не было. В конце 2021 года Flash-версия «Танков Онлайн» окончательно прекратила свою работу.

## Игровой процесс
Игровой процесс «Танков Онлайн» имеет ряд параллелей с известной классической игрой 1985 года Battle City. Однако, в отличие от Battle City, основой игрового процесса «Танков Онлайн» является система PvP — игрок против игрока. Игроки соревнуются друг с другом, а за каждый уничтоженный танк противника засчитывается фраг и начисляются очки опыта.
В игре предусмотрено несколько режимов боёв (в основном командных), система воинских званий и множество вариантов вооружения для танка. Вместо того, чтобы выбирать танк из списка, игроку предлагается собрать собственную машину, комбинируя оружие, корпус, защитные модули, дрон и декоративную краску, согласно своим предпочтениям.
Определившись с деталями танка, игрок вступает в битвы с другими пользователями, где, помимо очков опыта, зарабатывает игровую валюту — кристаллы. Продвигаясь вверх по «карьерной лестнице», он открывает доступ к новым покупкам и улучшениям предметов.
На поле боя падают ящики с припасами, временно усиливающие танк: ядерная энергия, повышение урона, повышение защиты, ускорение, ремкомплект и золотой ящик. Также на большинстве игровых карт выпадает припас «Ядерная энергия», который при его подборе игроком полностью заряжает «овердрайв» танка — особую способность корпуса. При желании игроки могут запастись припасами, купив их в гараже за кристаллы или получив их из контейнеров, и позже использовать в битвах.
В игре есть множество заданий, которые разделены на категории (ежедневные, еженедельные, особые, и т. д.), а также доступна покупка платного — «Премиум» — аккаунта, удваивающего получаемое количество кристаллов и звёзд, которые необходимы для прохождения «челленджей», и даёт в полтора раза больше очков опыта.
В игре есть три валюты: кристаллы, рубины и «танкоины».
За кристаллы можно улучшить вооружение в гараже, а также купить устройства на пушки и корпуса, дроны, защиту от определенных вооружений и припасы. Кристаллы зарабатываются за участие в битвах, прохождение «челленджей» (боевой пропуск), открытие контейнеров, взятие «золотого ящика», покупку за «танкоины», использование промокода, участие в конкурсах от разработчиков игры.
Раньше «танкоины» были редкой валютой игры, позволяющей купить множество предметов в игре (ключи от контейнеров, устройства, спец предложения, и т. д.). Их не убрали, но можно только задонатить и в последствии купить на них премиум аккаунт или обменять на рубины 1:1.
Рубины - валюта, добавленная в 2024 году, которая заменила «танкоины». На них можно купить всё что можно было купить за «танкоины». Их можно получить из контейнеров, а так же выполняя миссии и челленджи.

### Режимы игры
В игре присутствуют три вида битв: матчмейкинг, специальный режим и PRO-битвы.
Матчмейкинг автоматически формирует битву: определяет режим битвы (если не выбран игроком изначально), карту, где будет проходить сражение, подбирает игроков и распределяет их по командам. Чтобы победить, необходимо набрать больше командных очков, чем команда оппонента. Матчмейкинг является основным способом игры.
Во время внутриигровых событий и праздников в игре может временно появиться «Специальный режим», битвы в котором проходят в режимах боя или картах, обычно недоступных в регулярных битвах.
PRO-битвы — тип игры, в котором игрок сам создаёт битву, задавая её правила, режим, карту, лимит игроков и прочие условия. Используется в том числе для проведения турниров, конкурсов. Есть лимит на заработок кристаллов и опыта.

### Система званий и развития
В игре реализована система званий, которые открывают игроку доступ к новым возможностям: приобретение нового вооружения и улучшения уже имеющегося; приобретение припасов; доступ к картам и игровым режимам. Очередное звание присваивается игроку автоматически при наборе определённого количества очков опыта. Боевой опыт накапливается в сражениях при выполнении определённых действий, таких как уничтожение вражеского танка или доставка флага.
Гранаты
В 2024 году вместе с рубинами были добавлены гранаты. Это особый припас, который можно только купить, получить из контейнеров или получить в Боевом пропуске.